# 比亞豪山道
比亞豪山道（Piyahau Historic Trail），又稱比亞毫古道、舊武塔古道、南澳古道，是臺灣東北部一條早期泰雅族南澳群與溪頭群（Mnibu'）間遷移的山道，日治時1919年整建為警備道，全徑在今宜蘭縣境內，連通東側南澳鄉南澳村，翻越中央山脈主脊最北段，至西側大同鄉四季村。
依南澳地區海岸、Blihun漢本、澳花等遺址的考古研究顯示，在距今四千年前即有先民在此居住，迄今發現三大文化層：新石器時代晚期距今約四千年前繩紋紅陶文化，發現梯田的農耕遺跡及碳化種子；距今3500—2500年前丸山文化，出土有石器、陶器、包括人獸形玉玦等玉器等；金屬器時代早期距今約1800—900年前，十三行文化普洛灣類型，發現極完整的大規模聚落型態、疊石駁坎、火塘、煉鐵爐、石棺群，除常見的陶石骨器外，亦出土錢幣、金箔、青銅刀柄等金屬器、高溫技術、瑪瑙、玻璃，取代原產之玉器，考古學家劉益昌認為，這些先民是在海上航行貿易的族群，是「最早的台商」，一千多年前即帶著玉器出海到東南亞貿易。在數百年前泰雅族由祖居地遷徙移入之前，此區原居有猴猴族人（賽考列克泰雅語：或）。
相傳數百年前泰雅先祖自發源地往四處遷徙，其中一支往北遷徙至大甲溪谷（Tmali）最源頭思源埡口（quri Sqabu）再四處散布：一支往東翻越南湖大山進入南澳，稱為南澳群（Klesan），與原居當地的猴猴族共居，後來雙方糾紛演變為暴力衝突，猴猴族受其壓迫往海濱、復往北遷徙而退出此區；一支往東北下降進入蘭陽溪谷，稱為溪頭群（Mnibu'）。原來自濁水溪最遠源頭霧社溪上游的道澤群賽德克族，東遷翻越中央山脈進入立霧溪流域北側支流陶塞溪谷，音轉稱陶塞群，後來受到亦從霧社溪更上游東遷的德鹿谷群賽德克族（Truku，2004年政府核定為太魯閣族）壓迫，部分陶塞群族人於是往北遷徙進入南澳群領域混居。:21-112各社群部落居民在深山溪谷間往來、行獵、遷徙，古道、獵徑縱橫穿梭，連通東側南澳群的各部落，自南澳往西，經南澳南溪、舊武塔一帶、右股支流合流溪、越嶺南澳溪與大濁水溪流域分水嶺，進入大濁水北溪流域流興溪、舊流興社一帶、布蕭丸溪、莫很溪、大濁水北溪本流、舊金洋一帶，前往最深山的比亞毫社（Pyahau，亦有轉寫為碧侯，原稱古魯，比亞毫為第四代頭目的名字），續往加羅湖（Mllwax）翻越中央山脈主脊最北段，至西側溪頭群四季部落（Skikun）；由比亞毫另有一支線往西南翻越南湖大山亦可前往溪頭群的最上游匹亞南部落（Pyanan，現漢名南山村。此支線在南湖大山東南側大濁水南溪源頭另有一條往南的分支前往東賽德克族陶塞群所在的陶塞溪流域）。
日治時1914年4—5月，測量技師野呂寧一行34人與原住民武裝護衛隊275人，由宜蘭廳叭哩沙出發往四季，經此徑往東在加羅湖翻過中央山脈主脊，轉往南抵達大濁水北溪上游南岸的比亞毫社，翻越束穗山稜線，向南穿越闊闊庫溪上游，越嶺馬比杉山支稜，進入大濁水南溪上源谷地（Bunagan），登頂南湖大山，進行首次有記錄的非原住民攀登南湖大山與地理測量。:66-77取得當地地理知識後，同年7月底，做為太魯閣戰爭的戰線北翼，日警對此地發動軍事行動，攻佔南澳溪與大濁水溪流域分水嶺制高點砲台山，砲擊兩溪流域內深山的南澳群各部落，南澳群各部落只好與日方和解。1919年日方將東起南澳村、於加羅湖（Mllwax）越嶺中央山脈主脊、西至四季村的各社間通路闢建為警備道，再北續接上匹亞南越警備道（現今的中橫宜蘭支線台7甲線），另有一條支線由流興社附近分支往北，於大元山東側越嶺中央山脈主脊，抵達古魯、寒溪村，主線全長約87.2公里，支線約44.2公里，在此道沿線設立駐在所監控泰雅族人並執行強制集團移住。戰後國民政府持續強制遷村、禁山、禁獵等政策，至1964—1966年最後殘存的哈卡巴里斯社最後一個家族被強制遷村後，此區的原住民已被完全清空。
現今原有的南澳村至四季村的山區路段的山道已因束穗斷崖而隔斷，需繞道而行。山道可由宜蘭縣南澳鄉南澳村往西進入；或由宜蘭縣大同鄉四季村的四季林道，往東翻越中央山脈主脊至南澳鄉，往南前往比亞毫遺址；亦可登上南湖大山往東，再往北翻越馬比杉山稜線下降闊闊庫溪底，再翻越束穗山稜線前往比亞毫遺址。原有山道南澳往返四季與南湖大山路徑的三個方向均遇「束穗斷崖」而隔斷、目前屬於登山危險路段。1980年代，台大登山社曾由南澳往西走通至舊金洋遺址，然而舊金洋續往比亞毫遺址方向的古道早已橋斷路崩於荒煙漫草間。另外，1914年野呂寧一行由比亞毫往西南經束穗山前往南湖大山的古道路段早已完全崩斷，1987年台大登山社改由束穗山東側的敷島山越嶺，成功抵達南湖大山。2011年8月10日，著名的技術登山家林克孝，急切想找到史料所載大濁水北溪比亞毫遺址與束穗山間的路，於束穗山斷崖，因抓附的樹枝斷裂而墜谷身亡。
古道東端的部分經整理後，開放一般民眾進入遊覽，由旋檀駐在所遺址起，循南澳南溪上溯，至合流溪與南澳南溪匯流口，共3.8公里，沿途平緩好走，野生動植物生態豐富，沿途有吊橋、警備道路基等遺跡。

## 參閲
- 台灣古道
- 莎韻之鐘

## 外部連結
- 台灣古道 （页面存档备份，存于）
- Tony的自然人文旅記 （页面存档备份，存于）
- 中華民國協會－台灣高山明細表